# Pinelema vesiculata
Espèce
Synonymes
- Telema vesiculata Lin & Li, 2010

Pinelema vesiculata est une espèce d'araignées aranéomorphes de la famille des Telemidae.

## Distribution
Cette espèce est endémique du Yunnan en Chine,. Elle se rencontre dans la grotte Laobie dans le xian de Luoping à Qujing.

## Description
Le mâle holotype mesure 1,76 mm et la femelle paratype 1,74 mm.

## Systématique et taxinomie
Cette espèce a été décrite sous le protonyme Telema vesiculata par Lin et Li en 2010. Elle est placée dans le genre Pinelema par Zhao, Li et Zhang en 2020.

## Publication originale
- Lin & Li, 2010 : Long-legged cave spiders (Araneae, Telemidae) from Yunnan-Guizhou plateau, southwestern China. Zootaxa, no 2445, p. 1-34.